# Esteghlal Chuzestan
Esteghlal Melli-Sanati Khuzestan Football Club (pers. باشگاه فوتبال استقلال ملی-صنعتی خوزستان) w skrócie Esteghlal Khuzestan – irański klub piłkarski, grający w Iran Pro League, mający siedzibę w mieście Ahwaz.

## Historia
Klub został założony w 2011 roku, gdy wykupił licencje od Esteghlal Jonoub Teheran. W sezonie 2010/2011 klub po raz pierwszy awansował z League 2 do Azadegan League (drugi poziom rozgrywkowy). Z kolei w sezonie 2012/2013 awansował do Iran Pro League. W sezonie 2015/2016 Esteghlal wywalczył swoje pierwsze w historii mistrzostwo Iranu. Dzięki historycznemu sukcesowi klub wystąpił w 2017 roku rozgrywkach Ligi Mistrzów. Dotarł w niej do 1/8 finału. W fazie tej uległ w dwumeczu saudyjskiemu Al-Hilal (1:2, 1:2).

## Sukcesy
- Iran Pro League
  - mistrzostwo (1): 2015/2016
- Azadegan League
  - mistrzostwo (1): 2012/2013
- League 2
  - mistrzostwo (1): 2010/2011

## Stadion
Domowe mecze klub rozgrywa na stadionie o nazwie Ghadir Stadium, leżącym w mieście Ahwaz. Stadion może pomieścić 12000 widzów.

## Azjatyckie puchary
Legenda do wszystkich tabel:
- Q – runda eliminacyjna, 1/16, 1/8, 1/4, 1/2 – odpowiednia faza rozgrywek, Grupa – runda grupowa, 1r gr – pierwsza runda grupowa, 2r gr – druga runda grupowa, F – finał, R – runda, PO – play-off
- k. – rzuty karne, los. – losowanie, Dogr. – dogrywka, w. – zasada bramek strzelonych na wyjeździe

| 2017 | Liga Mistrzów | PO    | Al-Sadd            | 0-0, k: 4–3 |     |            |
| 2017 | Liga Mistrzów | Gr. A | Al-Ahli Dubaj      | 1-1         | 1-2 | 2. miejsce |
| 2017 | Liga Mistrzów | Gr. A | Al-Taawoun FC      | 3-0         | 2-1 |            |
| 2017 | Liga Mistrzów | Gr. A | Lokomotiv Taszkent | 2-0         | 1-1 |            |
| 2017 | Liga Mistrzów | 1/8   | Al-Hilal           | 1-2         | 1-2 | 2-4        |